# Les Gnomes (livre)
Ne doit pas être confondu avec Le Grand Livre des gnomes.
Les Gnomes, initialement publié en néerlandais en 1976 sous le titre Leven en werken van de kabouter (littéralement "La vie et l'œuvre du gnome"), est un ouvrage de fiction écrit par Wil Huygen et illustré par Rien Poortvliet. Le livre détaille la vie et les mœurs des gnomes comme le ferait un livre naturaliste, avec de nombreuses illustrations et des notes manuelles. Il a été traduit dans de nombreuses langues, et publié en français en 1979 par Albin Michel.
Le livre a reçu une excellent accueil critique. L'écriture de Wil Huygens, qui mélange descriptions encyclopédiques et fiction folklorique, a été saluée aussi bien que les illustrations de Rien Poortvliet, qui utilise un style naturaliste à l'aquarelle. Son succès commercial a conduit à une suite et à la création de plusieurs livres dérivés sur les mêmes créatures fictives, ainsi qu'à de nombreux produits dérivés, comme des figurines, des jeux et des dessins animés.

## Résumé
Le livre est écrit comme un livre de biologie naturaliste et d'anthropologie, décrivant l'habitat des créatures mythiques connues sous le nom de gnomes (en néerlandais kabouter) dans un style encyclopédique. Dans le livre, Huygen et Poortvliet déclarent avoir passé plus de vingt ans à les observer et qualifient leur étude de « premier travail important sur le sujet à être publié depuis la parution en 1580 du traité volumineux et douteux De Hominibus Parvisimis de Wunderlich ».
Le livre décrit tous les aspects de ces créatures mythiques. Ils sont très petits (environ 300 grammes pour quinze centimètres de haut) et peuvent vivre jusqu’à 400 ans. La gnome femelle est généralement plus petite que le mâle et ses vêtements sont gris au lieu de bleu. La grossesse d'une femme gnome dure douze mois et elle a toujours des jumeaux qui vivent avec leurs parents pendant au moins cent ans.
La deuxième partie du livre concerne les tâches journalières, et décrit en détail l'habitat, et les coutumes : fêtes, danses, et traditions. Concernant les tâches quotidiennes, la division sexuée du travail est particulièrement marquée chez les gnomes. L'artisanat, l'agriculture, les soins aux animaux sauvages et généralement toutes les tâches d'extérieur sont réservées aux hommes gnomes, alors que le travail domestique, l'éducation des enfants et le soin de la famille est l'apanage des femmes gnomes.
Le livre décrit également les autres créatures fantastiques que les Gnomes peuvent côtoyer, ou au contraire fuir : les Elfes (fées), les Kobolds, les Esprits de la maison, des rivières, des bois et des montagnes, les Trolls, les Lutins, les Uldras, mais ce sont les Trolls, supides, sales et méchants, qui constituent les ennemis récurrents des gnomes et la plus grande menace.
La dernière partie de l'ouvrage ressemble au travail de folkloristes : les auteurs rapportent neuf légendes des Gnomes, proches du folklore scandinave. Elle s'achève avec une section particulière, La Conversation avec Tomte Haroldson, qui raconte la visite amicale d'un gnome aux auteurs en plein travail. La discussion prend un tour plus profond et donne à Tomte l'occasion d'exposer l'opinion des gnomes sur les humains : les gnomes vivaient à l'origine en société aux côtés des humains, notamment en Europe. Il cite également d'autres humains qui ont eu l'honneur de rencontrer des gnomes, dont Rembrandt, Ignace Semmelweis et Mozart. Mais en raison de la pollution et de la déforestation, les gnomes se sont progressivement retirés dans leurs habitats secrets. Le message résolument écologique enjoint aux humains de renoncer à la violence et de cesser de détruire l’environnement.

## Thèmes
Selon Adams et van Straten, le protagoniste du livre incarne la « vision du monde et les valeurs partagées » des auteurs : les gnomes vénèrent la nature et sont des créatures tempérées. Ils montrent « le didactisme moral de Poortvliet », qui aimait la nature depuis sa jeunesse et était un défenseur de la « chasse sélective et respectueuse ». Les gnomes du livre sont également guidés par la « compassion » de Huygens. Ils viennent fréquemment en aide aux animaux et créatures en détresse.
Dans un article sur la littérature environnementaliste de 1977, George H. Siehl a souligné le livre de Huygen, aux côtés de The Foxes' Union (1977), pour son « approche unique de la transmission d'un message d'histoire naturelle et d'environnement » et a noté que les « brefs chapitres de clôture rendent le message environnemental explicite ». Pour Siehl, l'un des aspects les plus importants de ces livres était la manière dont ils représentaient le monde naturel : « le style est si subtil, si efficace, que la plupart des approches standard du sujet ne pourront jamais l'égaler. » Siehl a également noté que Les Gnomes partageait certaines similitudes avec le livre de l'économiste Ernst Schumacher Small Is Beautiful paru en 1973.

## Origines du livre

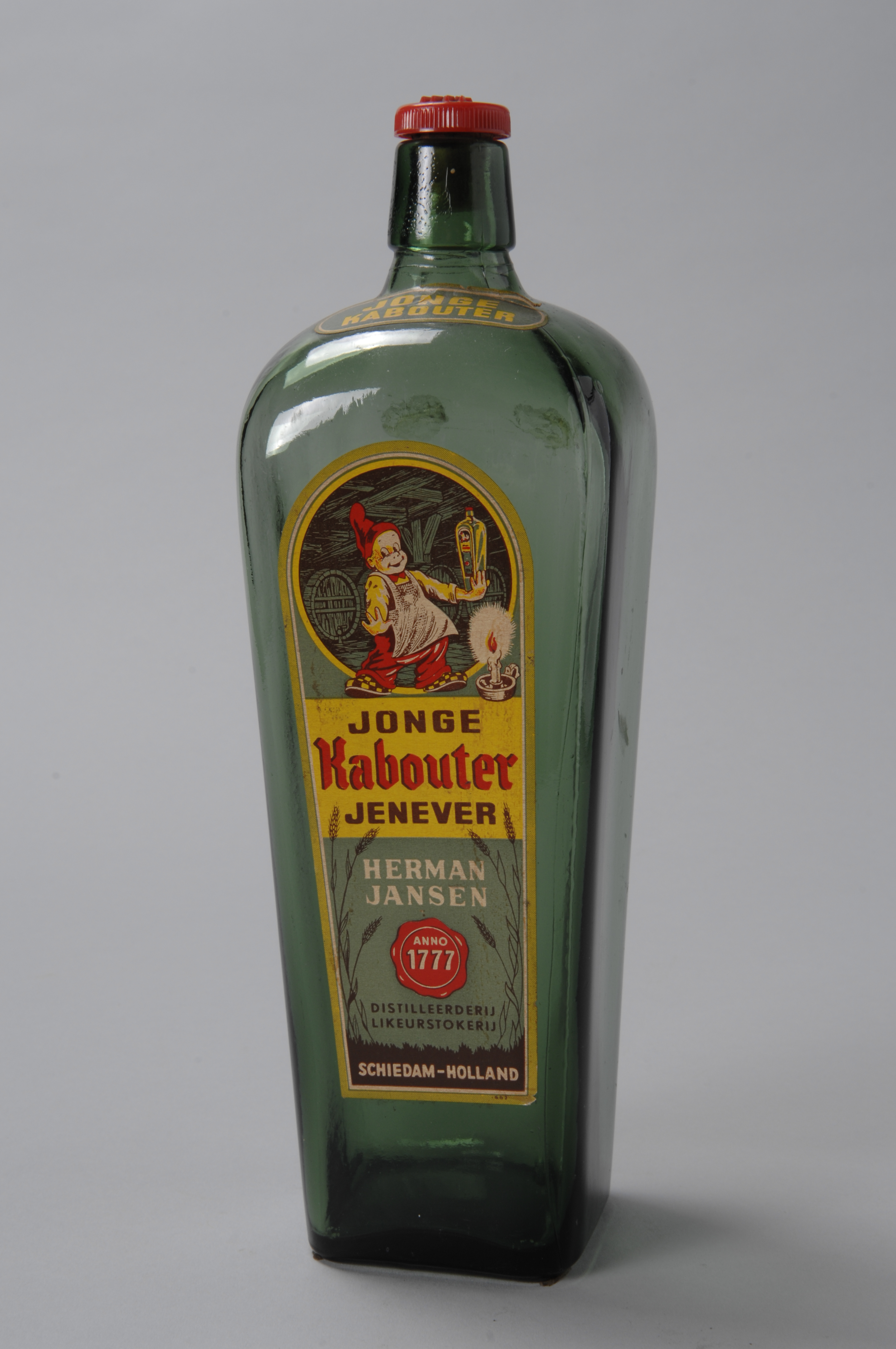
Le « Gin du Gnome »

Avant de travailler ensemble sur le livre, Wil Huygen et Rien Poortvliet chassaient ensemble et étaient membres de l'Association royale des chasseurs néerlandais.
Poortvliet était précédemment connu comme illustrateur inversé. Au lieu d'illustrer le travail d'un écrivain, il lui était courant de demander à d'autres de créer une histoire à partir de ses illustrations. Poortvliet a été influencé par d'autres artistes néerlandais, tels que Marten Toonder, créateur du Kabouter Jenever ou « Gin du Gnome ».
Même si Poortvliet avait sa vision des gnomes depuis longtemps, il a laissé Huygen libre de son écriture, en raison de ses connaissances médicales, notamment « l'acupuncture, l'herboristerie et la psychologie », pour mieux décrire les créatures et leurs compétences.

### Publication
Le livre a été initialement publié aux Pays-Bas sous le titre Leven en werken van de Kabouter en 1976 par Van Holkema & Warendorf une marque d'Uitgeverij Unieboek à l'époque. Poortvliet, qui travaillait comme illustrateur indépendant depuis 1968 sur les conseils de CAJ van Dishoeck, directeur de publication d'Unieboek, a fait publier ses livres par la société à partir de 1970.

## Traductions

### En Amérique du Nord
Les droits de publication du livre pour les États-Unis et le Canada, sous le titre Gnomes, ont été acquis par Harry N. Abrams qui prévoyait initialement une sortie sur le marché de 40 000 exemplaires. Le livre a particulièrement séduit Ian Ballantine, qui travaillait pour Abrams et s'est finalement vendu à 250 000 exemplaires au cours de sa période de prépublication en 1977, et les éditeurs s'attendaient à « vendre 150 000 exemplaires supplémentaires au prix fort ». Le livre est resté en tête de la liste des livres les plus vendus aux États-Unis pendant quatorze mois en 1978.

### En France
En France, les droits d'adaptation ont été acquis par Albin Michel, qui a publié en 1979 Les Gnomes, traduit par Maddy Buysse, qui a également connu un grand succès. La première édition est dotée d'une reliure rouge recouverte d'une jaquette illustrée. Albin Michel a également publié en 1987 la principale suite, Le Livre secret des Gnomes. 
En revanche c'est Fernand Nathan qui a publié les livres dérivés conçus par l'éditeur américain Abrams Books avec cette curiosité : la traduction utilise le terme lutins au lieu de gnomes.

### En Espagne
En Espagne, le livre a été publié sous le titre El libro secreto de los gnomos (Le livre secret des gnomes) en 1980 par Montana (devenue une partie de Random House Mondadori). Son succès est à l'origine de l'adaptation en dessin animé par BRB.

### Dans le monde
Les Gnomes est devenu un succès mondial. À la mort de Poortvliet en 1995, il était traduit en 21 langues pour un total de quatre millions d'exemplaires vendus dans le monde.

## Le Livre secret des Gnomes
Le Livre secret des Gnomes (en version originale De oproep der Kabouters, littéralement "l'appel des gnomes") est le second ouvrage majeur de la série, publié en 1981 avec de nombreuses nouvelles illustrations. Il constitue la suite des Gnomes, où les deux auteurs se mettent en scène et visitent différents peuples gnomes du Grand Nord à leur invitation.
Après un voyage jusqu'en Laponie, Poortvliet et Huygen racontent être magiquement réduits à la proportion des gnomes pour mieux les accompagner, une faveur qu'ont connu avant eux Andersen, Jules Verne et les frères Grimm. Ils racontent ensuite les deux grands voyages qu'ls entreprennent, d'abord en Laponie en compagnie de leur guide Marko puis en Sibérie. Entrecoupant le récit de leurs voyages, ils abordent d'autres aspects de la vie des gnomes, notamment les différentes cultures gnomes et leur ingénierie. 
Les menaces exercées par les humains sur la Terre et l'environnement inquiètent les gnomes, qui veulent avertir l'humanité à travers les auteurs.
Il est publié en français en 1987, de nouveau par Albin Michel, mais contrairement au premier ouvrage, il n'est pas réédité régulièrement.

## Ouvrages de la série

### Ouvrages originaux
Ces ouvrages parus originellement aux Pays-Bas contiennent tous des textes de Wil Huygen sur des illustrations de Rien Poortvliet.
- Leven en werken van de Kabouter, 1976,  (ISBN 90-269-4958-8) (litt. La Vie et l'œuvre du gnome)
  - traduit en français sous le titre Les Gnomes par Maddy Buysse, Albin Michel, 1979
- De oproep der Kabouters, 1981,  (ISBN 90-269-4799-2) (litt. L'Appel des gnomes)
  - traduit en français sous le titre Le Livre secret des gnomes par Philippe Mikriammos, Albin Michel, 1987
- De Kabouter; het complete alles omvattende, integrale en volledige verzamelde werk, 1981,  (ISBN 90-269-6492-7)
  - compilation des deux ouvrages précédents, jamais traduit en français sous cette forme
- Het boek van Klaas Vaak en het ABC van de slaap, 1988,  (ISBN 90-242-4499-4) (litt. Le livre du marchand de sable et l'abécédaire du sommeil)
  - traduit en français sous le titre Le marchand de sable par Isabelle Reinharez, Nathan Images, 1989,  (ISBN 9782092400203)
  - réédité en 2003 sous le titre Tussen gaap & slaap,  (ISBN 90-435-0753-9) (litt. Entre le bâillement et le sommeil)
- Kabouter Kinderversjes, 1994,  (ISBN 90-242-8332-9) (litt. Comptines pour enfants gnomes)
- Kabouter Spreekwoordenboek, 1996 (posthume),  (ISBN 90-242-7882-1) (litt. Livre de proverbes gnomes)
- Het Kabouterkookboek, 2003 (posthume),  (ISBN 90-242-8977-7) (litt. Livre de recettes gnomes)

### Ouvrages dérivés
L'éditeur américain Abrams Books est à l'origine de plusieurs adaptations du premier livre, Les Gnomes, dans des formats différents mais reprenant les illustrations originales. Les principales sont :
- The Pop-Up Book of Gnomes, 1979 ; adaptation en livre animé par John Strejan[6]
  - traduit en français sous le titre Le monde enchanté des lutins, Fernand Nathan, 1980
- Teeny Tiny Gnome Tomes, 1981 ; un mini-coffret de 3 minuscules livrets cartonnés pour les jeunes enfants. Les illustrations sont toutes reprises des Gnomes.
  - traduit en français sous le tire Le Petit monde des Lutins (1. La vie des lutins, 2. Comptons avec les lutins, 3. Alerte chez les lutins)

## Réception critique
Dans un article pour le New York Times, Richard Lingeman compare les dessins de Poortvliet à ceux de Norman Rockwell, « bien que plus doux et plus flous ». Lingeman a également noté que les gnomes, bien que de conception quelque peu similaire à celle des Sept Nains, ne partagent pas la « gentillesse manipulatrice » de Disney, et sont plutôt plus proches des dessins naturalistes. Lingeman écrit la même chose à propos de l'écriture de Huygens, affirmant qu'elle est imprégnée d'une « rigueur hollandaise stoïque ».

## Adaptations en animation

### Téléfilm
Les Gnomes a été adapté en 1980 en un téléfilm intitulé Gnomes (film) (en), réalisé par le spécialiste américain de l'animation Jack Zander. Les droits du film ont été achetés en 1979 par Thomas W. Moore, et ce fut le premier long métrage d'animation de Zander.

### Séries animées

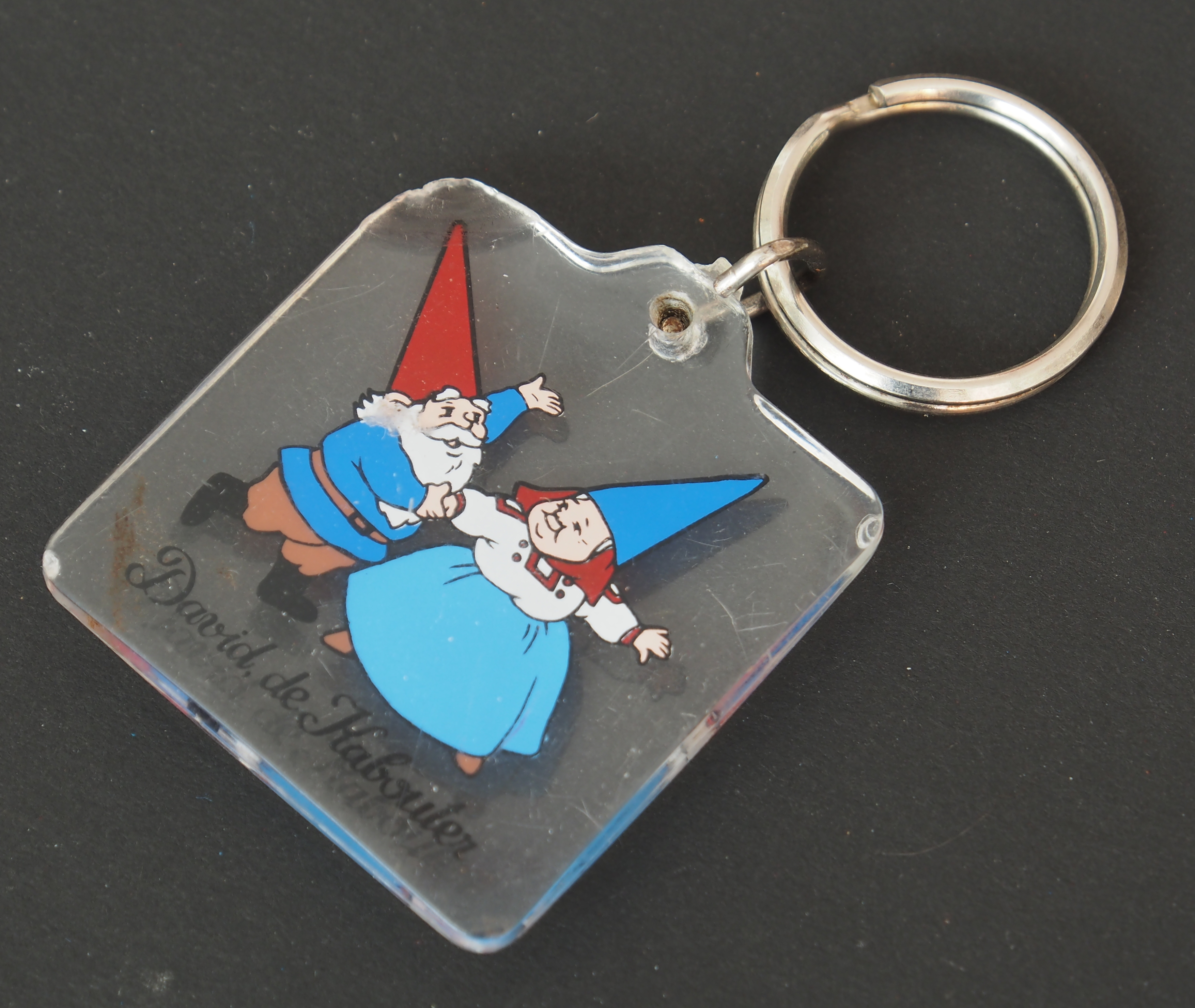
Porte-clés à l'effigie de David le Gnome

Le monde des Gnomes a été adapté en dessin animé, en trois saisons de 26 épisodes chacune.
- David le gnome produit en 1985 par le studio espagnol BRB Internacional, sous le titre original David, el Gnomo[9].
- La Sagesse des gnomes, une coproduction américano-canado-espagnole de 1987[10].
- Le Nouveau monde des gnomes, qui n'a pas connu d'adaptation française.

Ces dessins animés ont à leur tour été adaptés en bande dessinée et en livres illustrés, avec des graphismes et des scénarios très simplifiés, visant un jeune public. De très nombreux produits dérivés (jeux, jouets, décorations, etc.) en ont également été tirés.

## Autres encyclopédies fantastiques
Les Gnomes a été le premier ouvrage contemporain d'envergure qui abordait les créatures fantastiques avec un style encyclopédique. Il a directement inspiré Les Fées de Brian Froud et Alan Lee, publié en 1978 et également adapté en français par Albin Michel en 1979.
En littérature francophone, on peut également citer les ouvrages de Pierre Dubois sur le Petit peuple, illustrés par René Hausman et Catherine et Roland Sabatier, puis ceux d'Édouard Brasey.
La particularité des Gnomes de Huygen et Poortvliet est d'être centré sur cette espèce unique et donc extrêmement détaillé.